# Голос. Дети (Россия, сезон 10)
Десятый сезон телевизионного шоу «Голос. Дети» транслировался на российском «Первом канале» в период с 9 декабря 2022 года по 22 февраля 2023 года. Впервые в истории проекта за один календарный год в эфир вышло два сезона. Наставниками в этом сезоне стали Баста, МакЅим и Егор Крид.

## Ведущие
Агата Муцениеце осталась соведущей проекта. Впервые в истории проекта поменялся основной ведущий: место Дмитрия Нагиева заняла Яна Чурикова.

Ведущие сезона
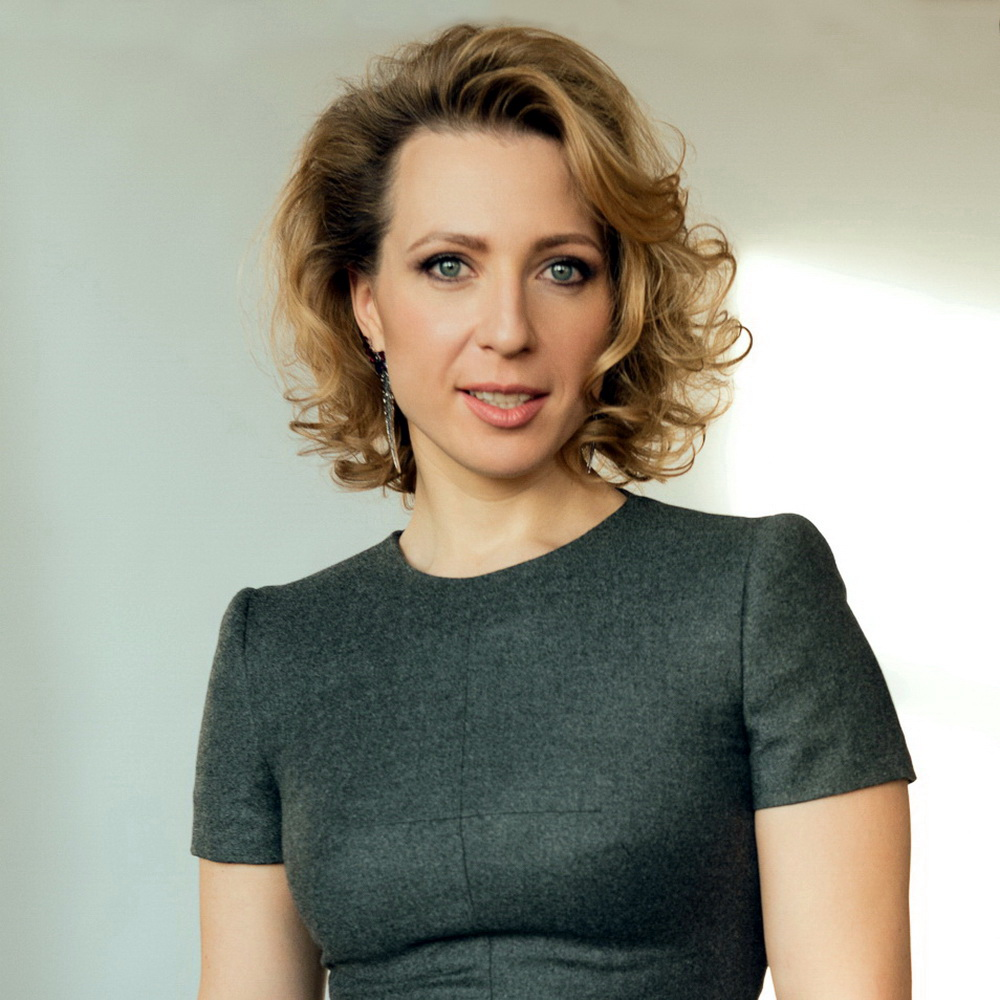
Яна Чурикова
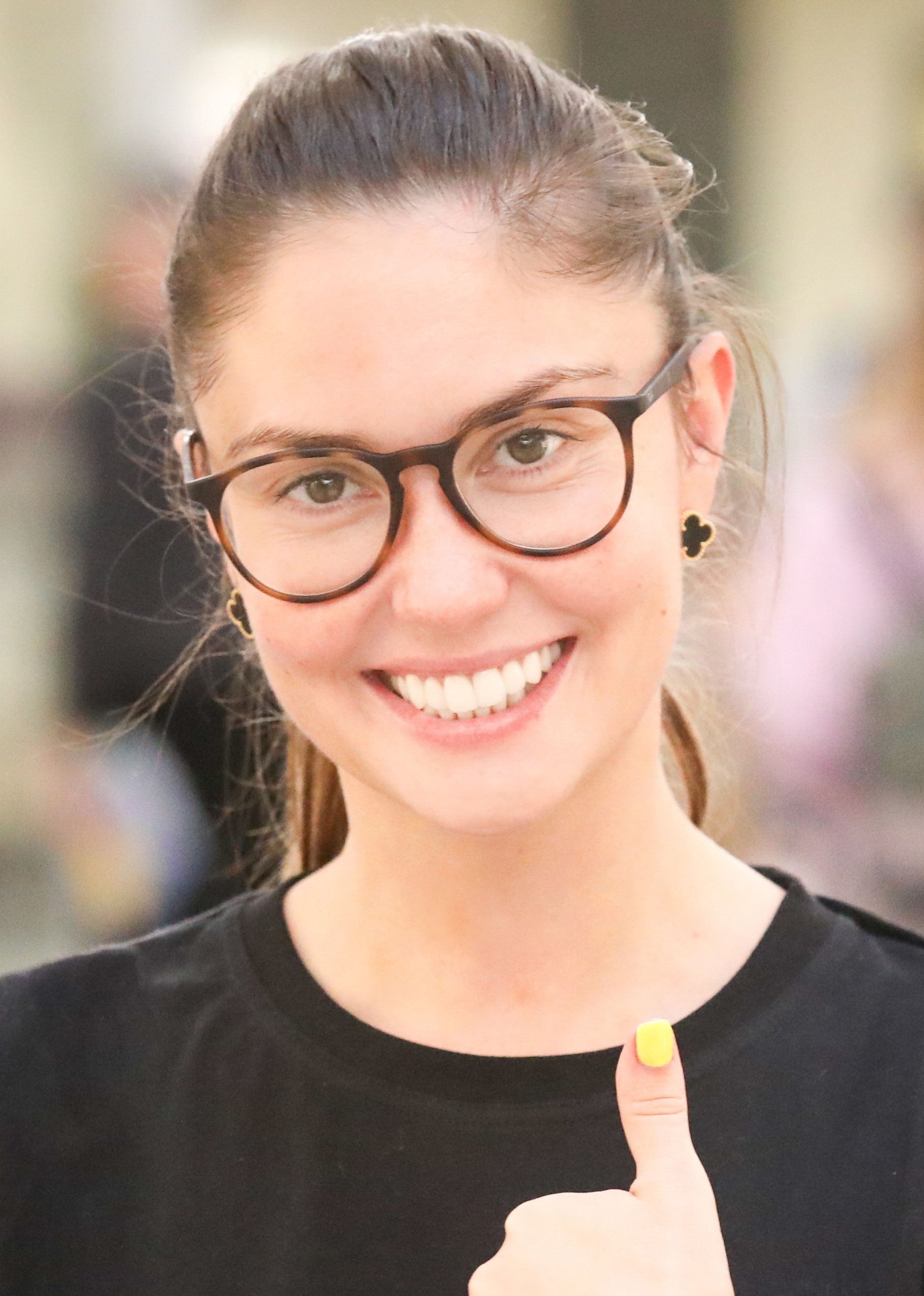
Агата Муцениеце

## Наставники

Наставники сезона
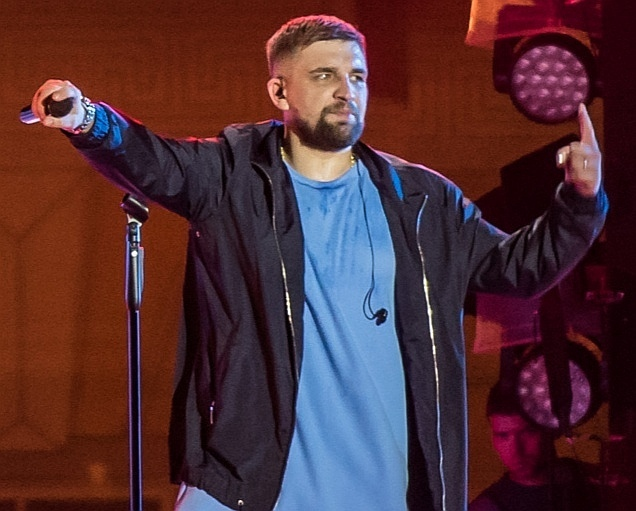
Баста
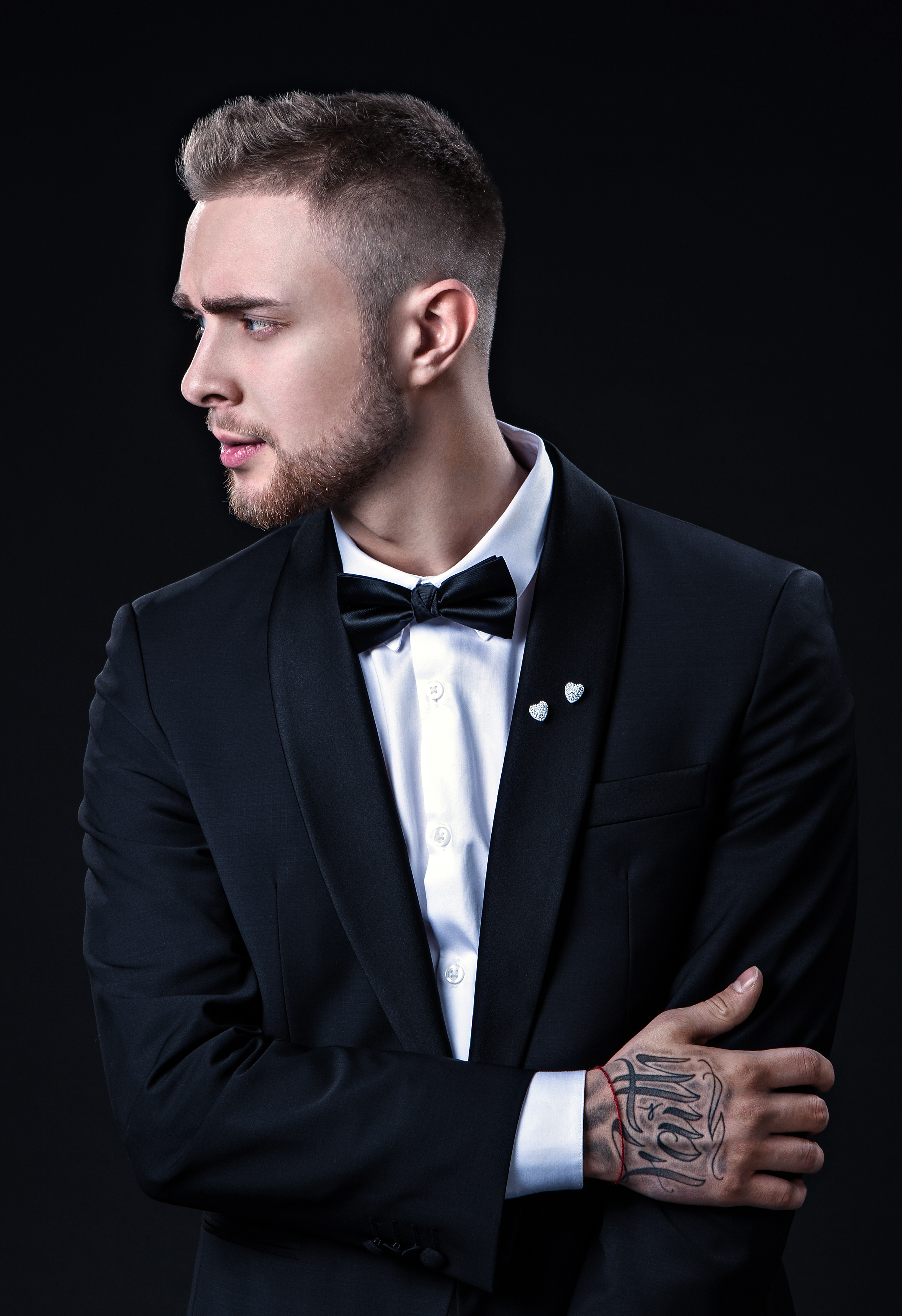
Егор Крид
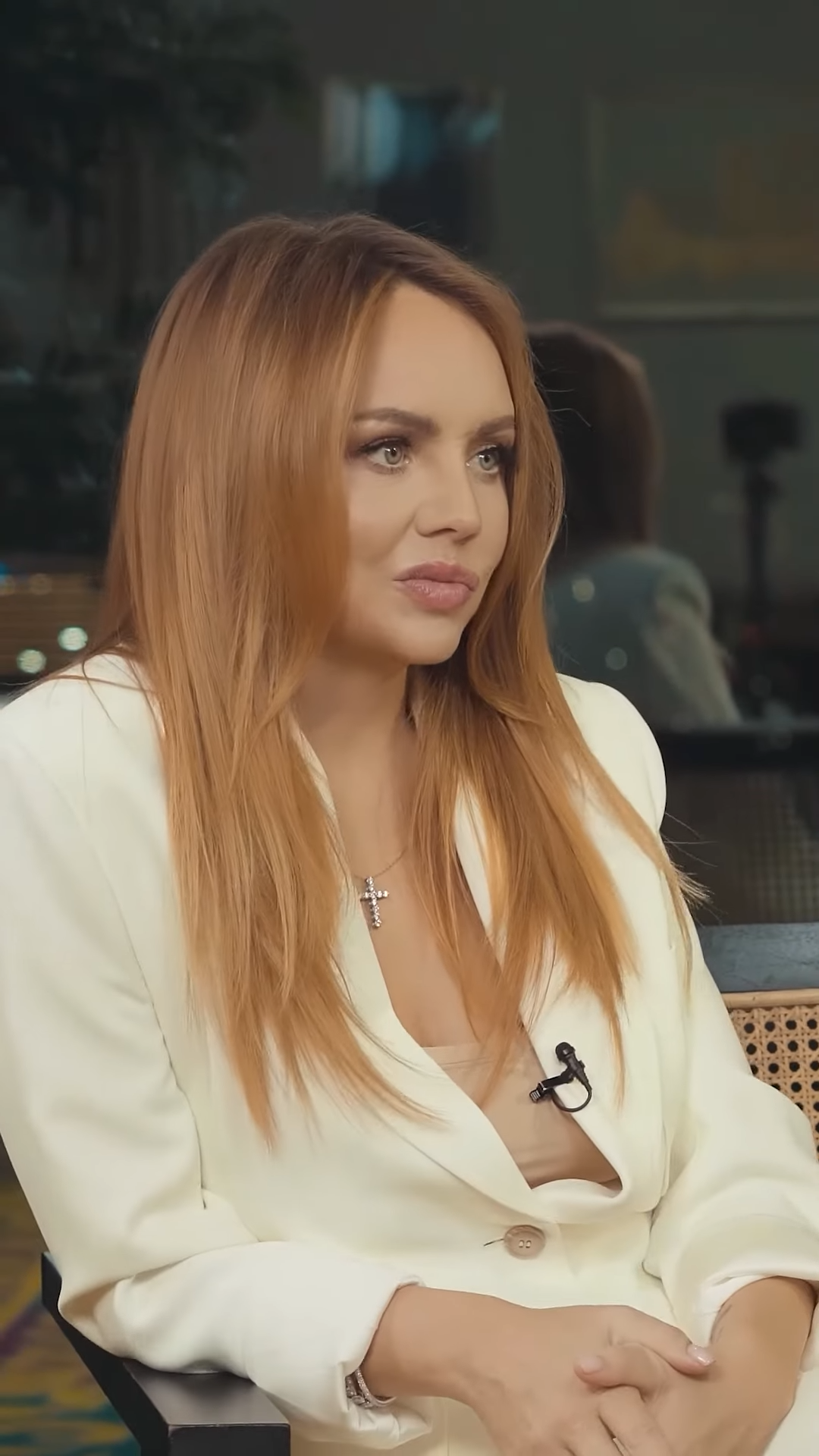
МакЅим

- Баста — рэп-исполнитель, композитор, продюсер.
- МакЅим — российская певица, автор-исполнитель, продюсер.
- Егор Крид — российский певец, автор песен, актёр.

## Команды
| - Победитель - Второе место - Третье место | - Выбыл в финале - Выбыл в дополнительном этапе - Выбыл в поединках |

| Баста | Анна Доровская     | Иван Рогунов        | Константин Горишняков | Мариам Дарсания                     | Мохань Сюй         |
| Баста | Амелия Колпакова   | Мария Братчикова    | Максим Овчинников     | Мария Тихонова                      | Максим Хрулёв      |
| Баста | Алёна Яковлева     | Андрей Аванесов     | Ева Аветисян          | Ярослава Балахматова                | Камилл Обухов      |
| МакЅим | Павел Зилёв        | Марианна Айрапетянц | Лев Смирнов           | Софья Павлова                       | Стефания Коваленко |
| МакЅим | Евдокия Сергеева   | София Фадеева       | Софья Киселева        | Екатерина Иванова                   | Дарья Пунченко     |
| МакЅим | Кирилл Усов        | Никита Панов        | Дмитрий Минин         | Алексей Тельцов                     | Захар Бобылёв      |
| Егор Крид | Милана Пономаренко | Денис Макаров       | Софи Сингх            | Аврора Позднякова                   | Фирдавс Авезов     |
| Егор Крид | Алина Шамукова     | Данил Клюжин        | Шандор Силантьев      | Анна Рогинская                      | Георгий Табуркин   |
| Егор Крид | Полина Пономарева  | Никита Данько       | Андрей Емелин         | Ольга Косарева и Элина Нигматуллина | Андрей Дробышев    |
| Курсивом выделены участники, выбывшие на этапе «Песня на вылет», но продолжившие участие в «Дополнительном этапе» и прошедшие в Финал. |                    |                     |                       |                                     |                    |

## Слепые прослушивания

### Выпуск № 1: Слепые прослушивания. 1-я неделя
Выпуск вышел в эфир 9 декабря 2022 года. В начале выпуска наставники и победители прошлых сезонов проекта «Голос. Дети» исполнили песню Басты «Сансара».
| № | Исполнитель                                                | Песня | Выбор участников и наставников | Выбор участников и наставников | Выбор участников и наставников |
| № | Исполнитель                                                | Песня | Баста                          | МакЅим                         | Крид                           |
| - | ---------------------------------------------------------- | --- | ------------------------------ | ------------------------------ | ------------------------------ |
| 1 | Стефания Коваленко (11 лет, г. Уссурийск, Приморский край) | «Отпускаю» / «Комета» (Марина Максимова / Алсу Ишметова / Джахид Гусейнли / Михаил Малахин / Александр Сергеевич Пушкин) |                                |                                |                                |
| 2 | Лев Смирнов (10 лет, г. Ижевск, Удмуртская Республика)     | «Я буду помнить» (Александр Иванов)                                                                                      |                                |                                | —                              |
| 3 | Евдокия Сергеева (6 лет, г. Москва)                        | «Песня царевны Забавы» (Максим Дунаевский / Юрий Энтин)                                                                  | —                              |                                | —                              |
| 4 | Максим Овчинников (12 лет, г. Севастополь)                 | «Дорогой длинною» (Борис Фомин / Константин Подревский)                                                                  |                                | —                              | —                              |
| 5 | Алина Шамукова (14 лет, г. Москва)                         | «Love on Top» (Бейонсе Ноулз / Тэриус Нэш / Роберт Тейлор)                                                               |                                |                                |                                |
| 6 | Александр Коновалов (7 лет, г. Москва)                     | «Ёжик резиновый» (Сергей Никитин / Юнна Мориц)                                                                           | —                              | —                              | —                              |
| 7 | Ева Аветисян (11 лет, г. Барнаул, Алтайский край)          | «Любовь настала» (Раймонд Паулс / Роберт Рождественский)                                                                 |                                |                                |                                |
| 8 | Алёна Карпухина (13 лет, г. Москва)                        | «Life» (Юлия Зиверт / Богдан Леонович / Арутюн Тамамян)                                                                  | —                              | —                              | —                              |
| 9 | Алексей Тельцов (14 лет, г. Тверь)                         | «Bésame Mucho» (Консуэло Веласкес)                                                                                       | —                              |                                | —                              |

### Выпуск № 2: Слепые прослушивания. 2-я неделя
Выпуск вышел в эфир 16 декабря 2022 года.
| № | Исполнитель                                                     | Песня | Выбор участников и наставников | Выбор участников и наставников | Выбор участников и наставников |
| № | Исполнитель                                                     | Песня | Баста                          | МакЅим                         | Крид                           |
| - | --------------------------------------------------------------- | --- | ------------------------------ | ------------------------------ | ------------------------------ |
| 1 | Павел Зилёв (8 лет, г. Красноярск)                              | «Районы-кварталы» (Роман Билык)                                                                                 | —                              |                                | —                              |
| 2 | Мария Тихонова (10 лет, г. Ульяновск)                           | «Как бы мне влюбиться» (Владимир Шаинский / Борис Брянский)                                                     |                                |                                | —                              |
| 3 | Фирдавс Авезов (13 лет, г. Ташкент, Узбекистан )                | «Historia de un amor» (Карлос Элета Альмаран)                                                                   |                                |                                |                                |
| 4 | Ярослава Балахматова (7 лет, г. Зеленоград, Московская область) | «Пеппи» (Владимир Дашкевич / Юлий Ким / Астрид Линдгрен / Лилианна Маркович)                                    |                                | —                              | —                              |
| 5 | Глеб Ланских (15 лет, г. Саратов)                               | «Юность» (Михаил Засидкевич / Иван Засидкевич)                                                                  | —                              | —                              | —                              |
| 6 | Милана Пономаренко (14 лет, г. Москва)                          | «Птиченька» (Александр Носков / Дмитрий Сосов)                                                                  |                                |                                |                                |
| 7 | Иван Рогунов (12 лет, пос. Загорянский, Московская область)     | «Can You Feel the Love Tonight» (Элтон Джон / Тим Райс)                                                         |                                |                                | —                              |
| 8 | Варвара Груздева (12 лет, г. Москва)                            | «Я люблю буги-вуги» (Михаил Науменко)                                                                           | —                              | —                              | —                              |
| 9 | Никита Панов (13 лет, г. Мытищи, Московская область)            | «Голоса» / «Still Loving You» (Андрей Лысков / Алексей Ракитин / Сергей Курицын / Клаус Майне / Рудольф Шенкер) | —                              |                                | —                              |

### Выпуск № 3: Слепые прослушивания. 3-я неделя
Выпуск вышел в эфир 23 декабря 2022 года.
| № | Исполнитель                                                 | Песня                                                               | Выбор участников и наставников | Выбор участников и наставников | Выбор участников и наставников |
| № | Исполнитель                                                 | Песня                                                               | Баста                          | МакЅим                         | Крид                           |
| - | ----------------------------------------------------------- | ------------------------------------------------------------------- | ------------------------------ | ------------------------------ | ------------------------------ |
| 1 | София Киселёва (9 лет, г. Могилёв, Беларусь )               | «Дуся-агрегат» (Игорь Матвиенко / Александр Шаганов)                |                                |                                |                                |
| 2 | Камилл Обухов (10 лет, г. Москва)                           | «Идёт девчонка» (Леонид Вербицкий / Александр Вратарёв)             |                                |                                | —                              |
| 3 | Мишель Тен (11 лет, г. Москва)                              | «Мыслепад» (Марк Лукашев)                                           | —                              | —                              | —                              |
| 4 | Никита Данько (9 лет, г. Владивосток, Приморский край)      | «Hallelujah I Love Her So» (Рэй Чарльз)                             |                                |                                |                                |
| 5 | Анастасия Князева (13 лет, г. Краснодар)                    | «Смотри» (Александр Жвакин / Владимир Чиняев / Александр Коновалов) | —                              | —                              | —                              |
| 6 | Мариам Дарсания (7 лет, г. Москва)                          | «Олей» (Нино Катамадзе)                                             |                                | —                              | —                              |
| 7 | Амелия Колпакова (10 лет, г. Москва)                        | «Ля-ля-фа» (Юрий Варум / Герман Витке)                              |                                | —                              | —                              |
| 8 | Елисей Щёголев (11 лет, г. Москва)                          | «Царевна» (Александр Лунёв / Олег Томашевский)                      | —                              | —                              | —                              |
| 9 | Софья Павлова (13 лет, г. Петрозаводск, Республика Карелия) | «Mr.Paganini» (Сэм Кослоу)                                          |                                |                                | —                              |

### Выпуск № 4: Слепые прослушивания. 4-я неделя
Выпуск вышел в эфир 30 декабря 2022 года.
| № | Исполнитель                                                | Песня                                                                | Выбор участников и наставников | Выбор участников и наставников | Выбор участников и наставников |
| № | Исполнитель                                                | Песня                                                                | Баста                          | МакЅим                         | Крид                           |
| - | ---------------------------------------------------------- | -------------------------------------------------------------------- | ------------------------------ | ------------------------------ | ------------------------------ |
| 1 | Мохань Сюй (12 лет, г. Москва)                             | «Весёлый ветер» (Исаак Дунаевский / Василий Лебедев-Кумач)           |                                | —                              | —                              |
| 2 | Андрей Аванесов (12 лет, г. Москва)                        | «Caravan» (Дюк Эллингтон / Хуан Тизол)                               |                                |                                |                                |
| 3 | Аврора Позднякова (8 лет, г. Подольск, Московская область) | «Кабриолет» (Сергей Шнуров)                                          |                                | —                              |                                |
| 4 | Александр Шатин (9 лет, г. Ростов, Ярославская область)    | «Танкист» (Валерий Жуков)                                            | —                              | —                              | —                              |
| 5 | Екатерина Иванова (14 лет, г. Ульяновск)                   | «Сестричка» (Максим Фадеев)                                          |                                |                                | —                              |
| 6 | Рамазан Бикинин (11 лет, г. Стерлитамак, Башкортостан)     | «Глупые снежинки» (Сергей Кузнецов)                                  | —                              | —                              | —                              |
| 7 | Георгий Табуркин (10 лет, г. Екатеринбург)                 | «Starlight» (Мэттью Беллами)                                         |                                |                                |                                |
| 8 | Дарья Бучинская (14 лет, г. Вологда)                       | «Шёл казак на побывку домой» (Марк Фрадкин / Анатолий Софронов)      | —                              | —                              | —                              |
| 9 | Данил Клюжин (12 лет, г. Заречный, Пензенская область)     | «Il Mondo» (Карло Пес, Лилли Греко, Джианни Мекки, Энрико Сбрикколи) | —                              |                                |                                |

### Выпуск № 5: Слепые прослушивания. 5-я неделя
Выпуск вышел в эфир 6 января 2023 года.
| № | Исполнитель                                                     | Песня                                                                       | Выбор участников и наставников | Выбор участников и наставников | Выбор участников и наставников |
| № | Исполнитель                                                     | Песня                                                                       | Баста                          | МакЅим                         | Крид                           |
| - | --------------------------------------------------------------- | --------------------------------------------------------------------------- | ------------------------------ | ------------------------------ | ------------------------------ |
| 1 | Анна Доровская (12 лет, г. Саратов)                             | «Течёт река Волга» (Марк Фрадкин / Лев Ошанин)                              |                                |                                |                                |
| 2 | Константин Горишняков (12 лет, г. Короча, Белгородская область) | «Нас бьют — мы летаем» (Андрей Ктитарев / Джахан Поллыева)                  |                                |                                |                                |
| 3 | Анна Малинова (6 лет, г. Видное, Московская область)            | «Колыбельная Медведицы» (Евгений Крылатов / Юрий Яковлев)                   | —                              | —                              | —                              |
| 4 | Полина Пономарёва (13 лет, г. Подольск, Московская область)     | «Целую ночь соловей нам насвистывал» (Вениамин Баснер / Михаил Матусовский) | —                              | —                              |                                |
| 5 | Захар Бобылёв (10 лет, г. Москва)                               | «Я свободен!» (Валерий Кипелов / Сергей Маврин)                             | —                              |                                | —                              |
| 6 | Софи Сингх (12 лет, г. Ташкент, Узбекистан )                    | «I Believe I Can Fly» (Роберт Келли)                                        |                                |                                |                                |
| 7 | Арслан Сибгатуллин (9 лет, г. Казань, Республика Татарстан)     | «Песня старого извозчика» (Никита Богословский / Ярослав Родионов)          | —                              | —                              | —                              |
| 8 | Мария Братчикова (14 лет, г. Санкт-Петербург)                   | «Ночной полет» (Алексей Костюшкин)                                          |                                | —                              | —                              |
| 9 | Денис Макаров (12 лет, г. Нижний Новгород)                      | «Я счастливый» (Дмитрий Дубинский / Юрий Паренко)                           | —                              |                                |                                |

### Выпуск № 6: Слепые прослушивания. 6-я неделя
Выпуск вышел в эфир 13 января 2023 года.
| № | Исполнитель                                                                        | Песня | Выбор участников и наставников | Выбор участников и наставников | Выбор участников и наставников |
| № | Исполнитель                                                                        | Песня | Баста                          | МакЅим                         | Крид                           |
| - | ---------------------------------------------------------------------------------- | --- | ------------------------------ | ------------------------------ | ------------------------------ |
| 1 | Андрей Дробышев (13 лет, г. Новочеркасск, Ростовская область)                      | «Услышит весь район» (Иван Засидкевич / Михаил Засидкевич) |                                |                                |                                |
| 2 | Тата Мартынова (8 лет, г. Москва)                                                  | «Quizás, Quizás, Quizás» (Освальдо Фаррес) | —                              | —                              | —                              |
| 3 | Ольга Косарева и Элина Нигматуллина (10 и 10 лет, г. Казань, Республика Татарстан) | «Сберегла» (Дмитрий Ревякин) | —                              | —                              |                                |
| 4 | Елизавета Нафиева (10 лет, г. Казань, Республика Татарстан)                        | «Челита» (Кирино Мендоса / Кортес / Михаил Феркельман / Наум Лабковский) | —                              | —                              | —                              |
| 5 | Шандор Силантьев (11 лет, г. Магнитогорск, Челябинская область)                    | «Uptown Funk» (Джефф Басхер / Пол Эрнандэс / Девон Галласпи / Филипп Лоуренс / Марк Ронсон / Лонни Симмонс / Рудольф Тейлор / Чарли Уилсон / Николас Уильямс / Ронни Уилсон / Роберт Уилсон) |                                | —                              |                                |
| 6 | Анна Рогинская (7 лет, г. Одинцово, Московская область)                            | «Полюшка» (Полина Гагарина / Павел Виноградов) |                                | —                              |                                |
| 7 | Сергей Горбачёв (10 лет, г. Пушкино, Московская область)                           | «На Титанике» (Андрей Фролов) | —                              | —                              | —                              |
| 8 | Алёна Яковлева (9 лет, г. Москва)                                                  | «Mamma Knows Best» (Джессика Корниш / Аштон Томас) |                                |                                |                                |
| 9 | Дмитрий Минин (13 лет, г. Москва)                                                  | «Орлы или вороны» (Олег Шаумаров / Денис Разумный) | —                              |                                | —                              |

### Выпуск № 7: Слепые прослушивания. 7-я неделя
Выпуск вышел в эфир 20 января 2023 года.
| № | Исполнитель                                                     | Песня | Выбор участников и наставников | Выбор участников и наставников | Выбор участников и наставников |
| № | Исполнитель                                                     | Песня | Баста                          | МакЅим                         | Крид                           |
| - | --------------------------------------------------------------- | --- | ------------------------------ | ------------------------------ | ------------------------------ |
| 1 | Дарья Пунченко (10 лет, г. Подольск, Московская область)        | «Ищу тебя» (Александр Зацепин / Леонид Дербенёв)                                                              |                                |                                |                                |
| 2 | Георгий Ефимов (9 лет, г. Екатеринбург)                         | «The Final Countdown» (Джоуи Темпест)                                                                         | —                              | —                              | —                              |
| 3 | София Фадеева (11 лет, г. Казань, Республика Татарстан)         | «Танцы на стёклах» (Максим Фадеев)                                                                            | —                              |                                |                                |
| 4 | Марианна Айрапетянц (13 лет, г. Москва)                         | «On the Sunny Side of the Street» (Дороти Филдс / Джимми Мак Хью)                                             |                                |                                |                                |
| 5 | Анастасия Чернова (9 лет, г. Всеволожск, Ленинградская область) | «Поднимись над суетой» (Алла Пугачёва / Илья Резник)                                                          | —                              | —                              | —                              |
| 6 | Андрей Емелин (12 лет, г. Москва)                               | «Virtual Insanity» (Джей Кей / Саймон Кац / Деррик Маккензи / Тоби Смит / Стюарт Зендер / Уоллис Ли Бьюкенон) |                                |                                |                                |
| 7 | Александра Бакулина (13 лет, г. Подольск, Московская область)   | «Катастрофически» (Диана Арбенина)                                                                            | —                              | —                              | Полная команда                 |
| 8 | Кирилл Усов (10 лет, г. Ижевск, Удмуртская Республика)          | «Два туриста» (Юлия Зиверт / Богдан Леонович / Сергей Шабанов / Кирилл Гуд)                                   | —                              |                                | Полная команда                 |
| 9 | Максим Хрулёв (12 лет, г. Чернушка, Пермский край)              | «Нас не догонят» (Сергей Галоян)                                                                              |                                | Полная команда                 | Полная команда                 |

## Поединки и Песня на вылет

### Выпуск № 8: «Поединки» и «Песня на вылет». Команда Басты
Выпуск вышел в эфир 27 января 2023 года.

#### Поединки
| № | Победитель            | Песня                                                       | Проигравшие      | Проигравшие          |
| - | --------------------- | ----------------------------------------------------------- | ---------------- | -------------------- |
| 1 | Мариам Дарсания       | «Сестричка» (Максим Фадеев)                                 | Мария Тихонова   | Ярослава Балахматова |
| 2 | Мохань Сюй            | «На всю планету Земля» (Сергей Приказчиков)                 | Максим Хрулёв    | Камилл Обухов        |
| 3 | Анна Доровская        | «My Favorite Things» (Оскар Хеммерштейн / Ричард Роджерс)   | Амелия Колпакова | Алёна Яковлева       |
| 4 | Иван Рогунов          | «Белая река» (Байгали Серкебаев / Еркеш Шакеев)             | Андрей Аванесов  | Мария Братчикова     |
| 5 | Константин Горишняков | «Холодно не будет» (Мария Богоявленская / Матвей Мельников) | Ева Аветисян     | Максим Овчинников    |

#### Песня на вылет
| № | Участник              | Песня                                                      | Результат                    |
| - | --------------------- | ---------------------------------------------------------- | ---------------------------- |
| 1 | Мариам Дарсания       | «Олей» (Нино Катамадзе)                                    | Прошла в дополнительный этап |
| 2 | Мохань Сюй            | «Весёлый ветер» (Исаак Дунаевский / Василий Лебедев-Кумач) | Прошла в дополнительный этап |
| 3 | Анна Доровская        | «Течёт река Волга» (Марк Фрадкин / Лев Ошанин)             | Прошла в финал               |
| 4 | Иван Рогунов          | «Can You Feel the Love Tonight» (Элтон Джон / Тим Райс)    | Прошёл в финал               |
| 5 | Константин Горишняков | «Нас бьют — мы летаем» (Андрей Ктитарев / Джахан Поллыева) | Прошёл в дополнительный этап |

### Выпуск № 9: «Поединки» и «Песня на вылет». Команда МакЅим
Выпуск вышел в эфир 3 февраля 2023 года.

#### Поединки
| № | Победитель          | Песня                                               | Проигравшие      | Проигравшие       |
| - | ------------------- | --------------------------------------------------- | ---------------- | ----------------- |
| 1 | Павел Зилёв         | «Ту-лу-ла» (Юлия Чичерина)                          | Евдокия Сергеева | Кирилл Усов       |
| 2 | Стефания Коваленко  | «Дельтаплан» (Виктор Резников)                      | Дарья Пунченко   | Захар Бобылёв     |
| 3 | Марианна Айрапетянц | «Молитва» (Евгений Орлов / Дмитрий Панфилов)        | София Фадеева    | Никита Панов      |
| 4 | Лев Смирнов         | «Улыбка» (Сергей Приказчиков)                       | София Киселёва   | Дмитрий Минин     |
| 5 | Софья Павлова       | «Beauty and the Beast» (Ховард Эшман / Алан Менкен) | Алексей Тельцов  | Екатерина Иванова |

#### Песня на вылет
| № | Участник            | Песня | Результат                    |
| - | ------------------- | --- | ---------------------------- |
| 1 | Павел Зилёв         | «Районы-кварталы» (Роман Билык)                                                                                          | Прошёл в дополнительный этап |
| 2 | Стефания Коваленко  | «Отпускаю» / «Комета» (Марина Максимова / Алсу Ишметова / Джахид Гусейнли / Михаил Малахин / Александр Сергеевич Пушкин) | Прошла в дополнительный этап |
| 3 | Марианна Айрапетянц | «On the Sunny Side of the Street» (Дороти Филдс / Джимми Мак Хью)                                                        | Прошла в финал               |
| 4 | Лев Смирнов         | «Я буду помнить» (Александр Иванов)                                                                                      | Прошёл в финал               |
| 5 | Софья Павлова       | «Mr. Paganini» (Сэм Кослоу)                                                                                              | Прошла в дополнительный этап |

### Выпуск № 10: «Поединки» и «Песня на вылет». Команда Егора Крида
Выпуск вышел в эфир 10 февраля 2023 года.

#### Поединки
| № | Победитель         | Песня | Проигравшие                         | Проигравшие       |
| - | ------------------ | --- | ----------------------------------- | ----------------- |
| 1 | Денис Макаров      | «Самая-самая» (Михаил Решетняк / Егор Булаткин)                                                                         | Никита Данько                       | Данил Клюжин      |
| 2 | Аврора Позднякова  | «ЛП» / «Покинула чат» (Михаил Гребенщиков / Мария Маханько / Клавдия Высокова / Константин Кокшаров / Александр Михеев) | Ольга Косарева и Элина Нигматуллина | Анна Рогинская    |
| 3 | Фирдавс Авезов     | «В жизни так бывает» (Ренат Аляутдинов)                                                                                 | Георгий Табуркин                    | Андрей Дробышев   |
| 4 | Софи Сингх         | «Without You» (Чарльтон Ховард / Блэйк Слаткин / Омер Феди / Билли Уолш / Майли Сайрус)                                 | Шандор Силантьев                    | Андрей Емелин     |
| 5 | Милана Пономаренко | «Милая» / «Sledgehammer» (Эрика Лундмоен / Робин Фенти / Джесси Шаткин / Сиа Ферлер)                                    | Алина Шамукова                      | Полина Пономарёва |

#### Песня на вылет
| № | Участник           | Песня                                             | Результат                    |
| - | ------------------ | ------------------------------------------------- | ---------------------------- |
| 1 | Денис Макаров      | «Я счастливый» (Дмитрий Дубинский / Юрий Паренко) | Прошёл в финал               |
| 2 | Аврора Позднякова  | «Кабриолет» (Сергей Шнуров)                       | Прошла в дополнительный этап |
| 3 | Фирдавс Авезов     | «Historia de un amor» (Карлос Элета Альмаран)     | Прошёл в дополнительный этап |
| 4 | Софи Сингх         | «I Believe I Can Fly» (Роберт Келли)              | Прошла в дополнительный этап |
| 5 | Милана Пономаренко | «Птиченька» (Александр Носков / Дмитрий Сосов)    | Прошла в финал               |

## Дополнительный этап

### Выпуск № 11: Дополнительный этап
Выпуск вышел в прямом эфире 17 февраля 2023 года.
| — Участник прошёл в финал |
| — Участник покинул проект |

| Выпуск                 | Наставник | № | Участник              | Песня                                                            | Голоса зрителей | Итог           |
| Выпуск 11 (17 февраля) |           |   |                       |                                                                  |                 |                |
| ---------------------- | --------- | - | --------------------- | ---------------------------------------------------------------- | --------------- | -------------- |
| Выпуск 11 (17 февраля) | МакЅим    | 1 | Павел Зилёв           | «Трава у дома» (Владимир Мигуля / Анатолий Поперечный)           | 42 %            | Прошёл в Финал |
| Выпуск 11 (17 февраля) | МакЅим    | 2 | Софья Павлова         | «Зима» (Наталья Павлова)                                         | 25 %            | Выбыла         |
| Выпуск 11 (17 февраля) | МакЅим    | 3 | Стефания Коваленко    | «It’s My Life» (Джон Бон Джови / Ричи Самбора / Мартин Сандберг) | 33 %            | Выбыла         |
| Выпуск 11 (17 февраля) | Егор Крид | 4 | Аврора Позднякова     | «Ангелы» (Сергей Мильниченко / Анна Руднева)                     | 21,3 %          | Выбыла         |
| Выпуск 11 (17 февраля) | Егор Крид | 5 | Фирдавс Авезов        | «Наперегонки с ветром» (Павел Артемьев)                          | 30 %            | Выбыл          |
| Выпуск 11 (17 февраля) | Егор Крид | 6 | Софи Сингх            | «Городок» (Юрий Варум / Кирилл Крастошевский)                    | 48,7 %          | Прошла в Финал |
| Выпуск 11 (17 февраля) | Баста     | 7 | Мариам Дарсания       | «Тушури» (слова и музыка народные)                               | 26 %            | Выбыла         |
| Выпуск 11 (17 февраля) | Баста     | 8 | Константин Горишняков | «Орёл» (Александр Миньков)                                       | 41,7 %          | Прошёл в Финал |
| Выпуск 11 (17 февраля) | Баста     | 9 | Мохань Сюй            | «На берегу озера Байкал» (Ли Цзянь / Михаил Миронов)             | 32,3 %          | Выбыла         |

## Финал и Суперфинал

### Выпуск № 12: Финал и Суперфинал
Выпуск вышел в прямом эфире 22 февраля 2023 года.

#### Финал
| — Участник прошёл в Суперфинал |
| — Участник покинул проект      |

| Выпуск                 | Наставник | № | Участник              | Песня                                                             | Голоса зрителей | Итог                |
| Выпуск 12 (22 февраля) |           |   |                       |                                                                   |                 |                     |
| ---------------------- | --------- | - | --------------------- | ----------------------------------------------------------------- | --------------- | ------------------- |
| Выпуск 12 (22 февраля) | Егор Крид | 1 | Денис Макаров         | «Потерянный рай» (Сергей Терентьев / Маргарита Пушкина)           | 33,9 %          | Выбыл               |
| Выпуск 12 (22 февраля) | Егор Крид | 2 | Софи Сингх            | «Город, которого нет» (Игорь Корнелюк / Регина Лисиц)             | 28,2 %          | Выбыла              |
| Выпуск 12 (22 февраля) | Егор Крид | 3 | Милана Пономаренко    | «Ты знаешь, мама» (Игорь Крутой / Евгений Муравьёв)               | 37,9 %          | Прошла в Суперфинал |
| Выпуск 12 (22 февраля) | МакЅим    | 4 | Павел Зилёв           | «Moscow Calling» (Алексей Белов)                                  | 35 %            | Прошёл в Суперфинал |
| Выпуск 12 (22 февраля) | МакЅим    | 5 | Марианна Айрапетянц   | «Останусь» (Леонид Притула / Дмитрий Притула / Валерий Стронский) | 31,2 %          | Выбыла              |
| Выпуск 12 (22 февраля) | МакЅим    | 6 | Лев Смирнов           | «I Don’t Want to Miss a Thing» (Дайан Уоррен)                     | 33,8 %          | Выбыл               |
| Выпуск 12 (22 февраля) | Баста     | 7 | Иван Рогунов          | «Ария мистера Икс» (Имре Кальман / Ольга Фадеева)                 | 27,2 %          | Выбыл               |
| Выпуск 12 (22 февраля) | Баста     | 8 | Константин Горишняков | «Жди меня там» (Севак Ханагян)                                    | 29,4 %          | Выбыл               |
| Выпуск 12 (22 февраля) | Баста     | 9 | Анна Доровская        | «Город влюблённых» (Вадим Гамалия / Виктор Орлов)                 | 43,4 %          | Прошла в Суперфинал |

#### Суперфинал
| Выпуск                 | Наставник | № | Участник           | Песня                                                            | Голоса зрителей | Итог           |
| Выпуск 12 (22 февраля) |           |   |                    |                                                                  |                 |                |
| ---------------------- | --------- | - | ------------------ | ---------------------------------------------------------------- | --------------- | -------------- |
| Выпуск 12 (22 февраля) | Егор Крид | 1 | Милана Пономаренко | «Прекрасное далёко» (Евгений Крылатов / Юрий Энтин)              | 32,6 %          | Второе место   |
| Выпуск 12 (22 февраля) | МакЅим    | 2 | Павел Зилёв        | «Позови меня тихо по имени» (Игорь Матвиенко / Виктор Пеленягрэ) | 14,6 %          | Третье место   |
| Выпуск 12 (22 февраля) | Баста     | 3 | Анна Доровская     | «Высоко» (Максим Фадеев / Ирина Секачёва)                        | 52,8 %          | Победительница |

| № | Исполнитель                     | Песня                                     |
| - | ------------------------------- | ----------------------------------------- |
| 1 | Анна Доровская (победительница) | «Высоко» (Максим Фадеев / Ирина Секачёва) |

## Лучший Наставник сезона
Результаты
| - Лучший Наставник - Второе место - Третье место | - Лучший Наставник выпуска |

| Наставник | Голосование (по выпускам) | Голосование (по выпускам) | Голосование (по выпускам) | Голосование (по выпускам) | Голосование (по выпускам) | Голосование (по выпускам) | Голосование (по выпускам) | Голосование (по выпускам) | Голосование (по выпускам) | Итог             |
| Наставник | #1                        | #2                        | #3                        | #4                        | #5                        | #6                        | #7                        | #11                       | Общее                     | Итог             |
| --------- | ------------------------- | ------------------------- | ------------------------- | ------------------------- | ------------------------- | ------------------------- | ------------------------- | ------------------------- | ------------------------- | ---------------- |
|           |                           |                           |                           |                           |                           |                           |                           |                           |                           |                  |
| Баста     | 63 %                      | 63 %                      | 64 %                      | 61 %                      | 58 %                      | 57 %                      | 62 %                      | 49 %                      | 60 %                      | Лучший Наставник |
| Егор Крид | 20 %                      | 18 %                      | 20 %                      | 24 %                      | 25 %                      | 28 %                      | 22 %                      | 36 %                      | 24 %                      | Второе место     |
| МакЅим    | 17 %                      | 19 %                      | 16 %                      | 15 %                      | 17 %                      | 15 %                      | 16 %                      | 15 %                      | 16 %                      | Третье место     |

## Рейтинги сезона
| Выпуск | Выпуск                           | Дата показа     | Код выпуска | Время показа (UTC+3) | Аудитория | Аудитория |
| Выпуск | Выпуск                           | Дата показа     | Код выпуска | Время показа (UTC+3) | Рейтинг   | Доля      |
| ------ | -------------------------------- | --------------- | ----------- | -------------------- | --------- | --------- |
| 1      | «Слепые прослушивания. Выпуск 1» | 9 декабря 2022  | 1001        | Пятница 21:45        | 3.0       | 11.7 %    |
| 2      | «Слепые прослушивания. Выпуск 2» | 16 декабря 2022 | 1002        | Пятница 21:45        | 3.1       | 12.3 %    |
| 3      | «Слепые прослушивания. Выпуск 3» | 23 декабря 2022 | 1003        | Пятница 21:45        | 2.7       | 10.7 %    |
| 4      | «Слепые прослушивания. Выпуск 4» | 30 декабря 2022 | 1004        | Пятница 21:45        | 2.7       | 10.6 %    |
| 5      | «Слепые прослушивания. Выпуск 5» | 6 января 2023   | 1005        | Пятница 21:30        | 2.5       | 9.1 %     |
| 6      | «Слепые прослушивания. Выпуск 6» | 13 января 2023  | 1006        | Пятница 21:45        | 2.9       | 10.7 %    |
| 7      | «Слепые прослушивания. Выпуск 7» | 20 января 2023  | 1007        | Пятница 21:45        | 3.3       | 12.9 %    |
| 8      | «Поединки. Выпуск 1»             | 27 января 2023  | 1008        | Пятница 21:45        | 3.2       | 12.5 %    |
| 9      | «Поединки. Выпуск 2»             | 3 февраля 2023  | 1009        | Пятница 21:45        | 2.6       | 10.6 %    |
| 10     | «Поединки. Выпуск 3»             | 10 февраля 2023 | 1010        | Пятница 21:45        | 2.3       | 9.0 %     |
| 11     | «Дополнительный этап»            | 17 февраля 2023 | 1011        | Пятница 21:45        | 2.5       | 10.1 %    |
| 12     | «Финал»                          | 22 февраля 2023 | 1012        | Среда 21:45          | 2.3       | 10.4 %    |

## Комментарии
1. ↑  Баста — лучший Наставник 1-го выпуска.
2. ↑  Баста — лучший Наставник 2-го выпуска.
3. ↑  Баста — лучший Наставник 3-го выпуска.
4. ↑  Баста — лучший Наставник 4-го выпуска.
5. ↑  Баста — лучший Наставник 5-го выпуска.
6. ↑  Баста — лучший Наставник 6-го выпуска.
7. ↑  Баста — лучший Наставник 7-го выпуска.
8. ↑  Баста — лучший Наставник 11-го выпуска.